# Flickan från varuhuset
Flickan från varuhuset är en svensk dramafilm från 1933 i regi av Torsten Lundqvist och Anders Henrikson.

## Handling
Filmen börjar på Stora Varuhuset (i verkligheten PUB i Stockholm), där man ser hur personalen arrangerar skyltning med skyltdockor. På kontoret sitter varuhusets något koleriske direktör och konfererar med sin reklamchef Jansson. De diskuterar bland annat den dåliga försäljningen av baddräkter och Jansson undrar skälmskt om felet möjligen kan vara ”Almkvists” (det vill säga den då kände naturistförespråkaren, professor Johan Almkvist). 
Direktörens son Erik har nyss kommit hem från London efter tre års bortovaro där han studerat damkonfektion medan hans kusin Kurt har lärt modern reklamteknik. Erik tänker nu börja arbeta inkognito på varuhuset som vilken anställd som helst. Han börjar på herrekiperingen. Han blir där kollega med de två biträdena Anne-Marie och Stina, som han tidigare träffat när han köpt en slips av Anne-Marie. Anne-Marie verkar förälskad i Erik medan Stina behandlar honom mer kallsinnigt och snäsigt. Samtidigt börjar Kurt arbeta för Jansson.
Samtidigt har några tjuvar anlänt. Ledaren, Risico, uppsöker smyckesavdelningen och tittar på ett dyrbart halsband, som de planerar att stjäla vid tillfälle. Risicos kumpan Fransson stjäl emellertid ett cigarettetui i förbifarten, vilket han ger till deras kvinnliga kompanjon, Estelle Giron. Anne-Marie visar sig vara en gammal bekant med Risico och talar om att de kanske ses ute i Saltsjöbaden nästa dag.
Där ute äger finalen rum i en stor skönhetstävling  vilken avslutas med en stor baddräktsparad. Erik får reda på av de andra att chefen är en riktig ”surlimpa” och försöker försvara denne, men Stina säger att vänta tills han själv får avsked, då blir det annat ljud i skällan. Jansson, Kurt och Estelle sitter vid ett annat bord. Kurt som tidigare träffat Estelle på varuhuset föreställer henne för Jansson. Man kommer in på baddräktsförsäljningen och Jansson efterlyser en bra reklamidé. Estelle föreslår att man arrangerar en baddräktsstöld, vilken skulle visa hur galna folk är i deras modeller. Jansson tycker först att idén verkar vara för ”amerikansk” men Kurt övertalar honom och Estelle erbjuder sig att spela tjuv.
Under tiden håller polisen på att utreda de stölder som begåtts på varuhuset och förhör de anställda. Man misstänker en man med svarta mustascher och sydländskt utseende, vilket väl stämmer in på Risico. Stina tycker att Erik verkar misstänkt och blir stärkt i sin tro när hela personalen utom Erik beordras till övertidsarbete, men att han ändå dyker upp. När personalen går hem sent på kvällen gömmer sig Anne-Marie kvar för att spionera på Erik när denne säger att han skall stanna kvar i ett ärende.
Under tiden anländer Kurt, Jansson och Estelle till varuhuset. Estelle ser till att släppa in sina kumpaner som smyger i väg till juvelavdelningen. Där har de förekommits av en mystisk man som hela tiden varit Estelle i hälarna. Han har tagit halsbandet och försvunnit. Risico och Fransson överraskas av Erik, som i själva verket åtagit sig att hålla vakt. Risico hotar med en revolver men då kommer Anne-Marie bakom och slår ner honom. De binder tjuvarna och låser in dem. Samtidigt arrangerar Kurt och Jansson sin ”kupp”, ringer tidningarna att de tagit en tjuv och tar Estelle till polisstationen. När den vakthavande får klart för sig att det bara är ett reklamjippo blir han arg och arresterar dem.
Erik och Anne-Marie börjar leka i det tomma varuhuset. De klär upp sig och spelar upp ett låtsasbröllop med uppdukat festbord i matavdelningen. De sjunger förälskat och går sedan till sängs i var sin uppställning på möbelavdelningen.
Då anländer direktören med polisen efter att ha fått ut Kurt och Jansson från polisstationen medan Estelle lyckats smita sin väg och plockas upp i bil av gentlemannatjuven som förärar henne det stulna halsbandet. Man finner Erik och Anne-Marie. I den allmänna uppståndelsen råkar Anne-Marie ramla ner i ett jättestort akvarium där hon fiskas upp av Erik. Hon är orolig och för att förekomma ett väntat avsked säger hon att hon tänker söka en annan anställning. Men Erik viskar då i hennes öra att han vet en plats som blir ledig. Till sin förskräckelse erfar hon att ”surlimpan” i själva verket är Eriks far men allt slutar väl. Slutligen föreslår fadern, då allt klarats upp, bovarna tagits av polisen och de inblandades identiteter avslöjats att man nu naturligtvis skall ha en bit mat.

## Om filmen
- Filmen hade svensk premiär 24 augusti 1933 på biograferna Rialto och Rivoli i Stockholm.
- Filmen spelades in vid Irefilms ateljé i Stockholm med exteriörer från PUB, Lindarängens sjöflygstation och Grand Hotell i Saltsjöbaden av Hilmer Ekdahl.
- Filmen var både Anders Henriksons och Torsten Lundqvists regidebut
- Samtidigt med inspelningen genomförde Filmjournalen (från nr 22/1933 och framåt) en tävling i reklamsyfte om att finna ”den svenska idealflickan”. Finalisterna i tävlingen utlovades medverkan i filmen. Själva finalen ägde rum i Saltsjöbaden och kom delvis att utnyttjas i själva filmen (se ovan innehållsförteckning). Segrarinna i tävlingen blev Sundsvallsflickan Britta Jakobsson som inte fick någon märkbar roll här men däremot senare den kvinnliga huvudrollen i Havets melodi. En annan av finalisterna var Vera Streletski som senare skulle bli en mer känd skådespelerska under namnet Vera Valdor.

## Roller i urval
- Brita Appelgren – Ann-Marie Holm, expedit på Stora Varuhuset
- Nils Ohlin – Erik Lindström, kallar sig Erik Lind
- Eric Abrahamsson – "Limpan" Lindström, Eriks far, direktör för Stora Varuhuset
- Valdemar Dalquist – Karl Nicodemus "Janne" Jansson, reklamchef
- Eric Gustafsson – Kurt (Fredrik) Berggren, direktör Lindströms brorson
- Emy Hagman – Stina Svensson, expedit
- Nils Wahlbom – poliskommissarien
- Ester Roeck-Hansen – Estelle Giron, tjuv
- Gustav Wally – gentlemannatjuv
- Georg Rydeberg – Risico, tjuv
- Sven Magnusson – Hansson, tjuv
- Anders Henrikson – kamrer på Stora Varuhuset
- Åke Uppström – Axel Ericsson, dekoratör på Stora Varuhuset
- Karin Granberg – Karin, expedit på juveleraravdelningen
- Inga-Maj Erikson – expedit
- Greta Lundberg – den blonda flickan på uteserveringen i Saltsjöbaden
- Barbro Kindborg – flickan i baddräkt med nr 2

## Musik i filmen
- Det är min musik (Armand), kompositör Jacques Armand, sång Eric Gustafsson, Ester Roeck-Hansen och Gustaf Wally
- Blott på kärlek lever man ej, kompositör Jacques Armand, sång Gösta Kjellertz och okänd kvinnlig sångare
- Två bör man alltid vara, kompositör Jacques Armand, sång Gösta Kjellertz som dubbar Nils Ohlin samt en okänd kvinnlig sångare